# Valentiniano di Coira
Valentiniano, noto anche come Valenziano (... – Coira, 7 gennaio 548), è stato vescovo di Coira, venerato come santo dalla Chiesa cattolica.

## Biografia
Nelle cronotassi dei vescovi di Coira, Valentiniano compare al 10º posto, dopo Asinio, attestato nel 451. Non si conosce nulla della vita di questo vescovo, di cui tuttavia è stato conservato l'elogio funebre, che pone la sua morte al 7 gennaio 548, dopo circa 70 anni di vita.
Di quest'elogio oggi si conserva solo un frammento, ma era ancora leggibile nella sua completezza nel XVI secolo, quando fu ricopiato integralmente dallo storico svizzero Aegidius Tschudi.
(CIMAH, p. 34)
Il nipote Paolino, menzionato nell'elogio, potrebbe essere identico a colui che successe sulla cattedra di Coira e che si trova immediatamente dopo Valentiniano nella cronotassi episcopale diocesana. Valentiniano fu sepolto probabilmente nella chiesa di Santo Stefano, dove è stata trovata una camera sepolcrale, che si ritiene abbia svolto le funzioni di luogo di sepoltura dei vescovi di Coira.

## Culto
A Coira il culto di Valentiniano è antico. Le sue reliquie furono traslate in seguito nella chiesa di San Lucio. Tuttavia il suo nome non fu iscritto da Cesare Baronio nel Martirologio Romano.
Nella riforma del martirologio dopo il Concilio Vaticano II, la commemorazione di san Valentiniano è stata inserita al 7 gennaio, dove è ricordato con queste parole:
(Martirologio Romano. Riformato a norma dei decreti del Concilio ecumenico Vaticano II e promulgato da papa Giovanni Paolo II, Città del Vaticano, 2004, p. 116)